# Alfred Horn
Alfred Horn (New York, 17 febbraio 1918 – Pacific Palisades, 16 aprile 2001) è stato un matematico statunitense, noto per il suo lavoro sulla teoria dei reticoli e l'algebra universale.
Alfred Horn non deve essere confuso con il quasi omonimo Roger Alan Horn anch'egli un matematico statunitense.

## Biografia
Nato nel Lower East Side di Manhattan da genitori non udenti, studiò al City College e all'Università di New York, dove ottenne la laurea magistrale in matematica. Successivamente si trasferì sulla West Coast, dove conseguì il dottorato di ricerca all'Università della California, Berkeley nel 1946. 
Il suo articolo del 1951 "On sentences which are true of direct unions of algebras" descriveva le Clausola di Horn e le frasi di Horn, che in seguito avrebbero costituito il fondamento della programmazione logica.
Dal 1947 al pensionamento nel 1988 insegnò e fece ricerca all'Università della California, Los Angeles.
In suo nome viene istituito il premio Horn-Moez dell'UCLA.
Morì a Pacific Palisades nel 2001 a causa di un tumore della prostata.